# Próba zatrzymania pociągu w Starej Wsi w 1943 roku
Próba zatrzymania pociągu w Starej Wsi 27/28 września 1943 – akcja Armii Krajowej w czasie II wojny światowej, której celem było zatrzymanie jadącego na wschód niemieckiego pociągu towarowego ze sprzętem wojskowym oraz zdobycie przewożonej nim broni.
Wykonawcą akcji był Oddział Dyspozycyjny z grupy „Skrytego” Kedywu Okręgu Warszawskiego, liczący 70 żołnierzy. Oddział opanował stację Stara Wieś na trasie Warszawa—Dęblin. Dzięki temu korzystając z urządzeń kolejowych można było zatrzymać pociąg i (lub) skierować go na boczny tor. Ponadto, korzystając z urządzeń telefonicznych znajdujących się na stacji, oddział z wyprzedzeniem wiedział o nadchodzącym pociągu. Po około sześciogodzinnym oczekiwaniu na zapowiedziany pociąg akcja została przerwana – pociąg nie przybył. Jak się później okazało ruch na tej trasie był wstrzymany z powodu wysadzenia torów na odcinku Olszynka Grochowska—Wawer.